# 彭政閔
彭政閔（1978年8月6日—），臺灣前棒球選手，綽號「恰恰」、「火星人」、「火星恰」，被世界棒壘球聯盟尊崇為「中職先生」，亦被稱之為「國民球星」，進入職棒後曾以右外野手出賽，後逐漸固定擔任一壘手，職棒生涯末期多擔任指定打擊。
2019年9月29日於臺中洲際棒球場舉行引退賽與引退儀式，並於該年度球季季後賽（2019年10月17日）正式結束在中信兄弟的19年職業選手生涯，之後成為2019年世界棒球12強賽中華隊打擊兼守備教練。2019年12月20日公布，引退的彭政閔在2020年起擔任中信兄弟副領隊兼農場主管。2023年5月10日，中信兄弟突然宣布由彭政閔接任中信兄弟一軍總教練。於當年球季結束後卸任，轉任二軍總教練兼農場主管。

## 職業生涯
彭政閔於2001年1月6日以選秀狀元之姿加盟兄弟象，為「二代象」成員。在兄弟象隊時期曾與陳致遠和蔡豐安三人合稱「黃金三劍客」，後與陳致遠和陳冠任三人被稱為「新黃金三劍客」，職棒生涯後期則與周思齊和林威助成為兄弟隊主力中心打者。律己甚嚴的彭政閔，於2005年季末的賽程中，因氣憤自己的表現不佳憤而槌打變電箱，造成手掌骨折，不過還是達成中華職棒打擊王的三連霸。五度拿下年度打擊王，為中職拿過此獎最多紀錄的球員。
彭政閔的球場表現優異，場外發言也常引人注目。2009年時曾對中華職棒球員工會重組說出「如果國內棒球景氣好轉，即使老闆不認同，我也會第一個跳出來加入」，但球員工會早在2008年12月6日，由葉君璋等興農牛為主的球員自發性重組會員大會，並重新運作。2010年2月6日彭政閔才在工會補選下，擔任理事一職。針對此點，部分球迷認為他的觀點是「自己想衝，但也要大家同意。過去球員做錯事，還爭東爭西說不太過去，不如把事情做好，球迷找回來比較重要」。
2011年10月26日宣布繼當時在興農牛隊的陽建福之後，成為自由球員。除了母隊外，興農牛球團開出3年2,160萬複數合約及月薪60萬爭取加盟。而母隊兄弟象開出「5年選手約+5年教練約」，基本月薪55萬，前五年球員約總值最高達3,628萬元的複數年合約，彭政閔基於需要時間準備下一年球季的考量，因此選擇接收兄弟開出的合約。
在2016年球季結束後，中信兄弟球團於2017年1月20日宣布與彭政閔再簽訂一份總值3,600萬元新臺幣的6年合約，包含2年球員約與4年教練約，其中擔任球員期間，月薪為70萬元，每年840萬元，另加240萬元激勵獎金，兩年共計2,160萬元；若轉任教練，前兩年月薪15萬元，另加每年國內外培訓費用300萬元，每年薪資與培訓費用為480萬元，兩年共計960萬元，後兩年月薪20萬元，每年薪資240萬元，兩年共計480萬元。
2018年6月5日，彭政閔表示該季是他最後一次參加明星賽，之後將舞台讓給年輕世代。但由於聯盟後來更改規定，因此2019年為彭政閔明星賽實際出場最後一年。生涯累計明星賽人氣王15連霸，不但為中職史上最多，同時也是次數最高紀錄保持者。
2019年1月30日，彭政閔表示將在2019年球季季後引退，預計引退日為9月29日。中信兄弟球團表示將在該周舉辦引退儀式，並且在當年度球團實戰球衣上，全部繡上「CHIA 23」字樣，表示對彭政閔19年來的敬意。9月29日，彭政閔引退賽及引退儀式，吸引20,223名觀眾入場，打破了中華職棒的入場觀看紀錄。      

## 近年活動
2022年8月28日，美國職棒大聯盟紐約大都會「台灣日」28日登場，中信兄弟副領隊彭政閔穿上昔日球員時期23號兄弟球衣擔任開球嘉賓，替台灣日活動開出好球，也成為首位獲邀開球的中職本土代表選手。
2023年4月2日，於洲際球場與味全龍隊的賽事開始前，中信兄弟球團為其舉行背號引退儀式，將其長年使用的背號「23」正式列為球團退休背號。5月10日，轉任中信兄弟總教練。 12月29日，中信兄弟宣布由平野惠一擔任2024年新球季的總教練，而彭政閔轉任二軍總教練兼農場主管。擔任2024年世界棒球12強賽中華成棒隊打擊教練。

## 技術特點
彭政閔的揮棒姿勢屬於由內向外，配合較晚的擊球時機、良好的本壘板紀律、保持重心與灌注力量，不論各種出手姿勢的左右投、內外角的各種球路，他都有辦法敲出長打。
彭政閔的擊球落點大多在右邊，但不代表他就是反推型。他的拉回和反推都很有水準，球迷因而稱之為「恰式打法」。

## 國手記錄

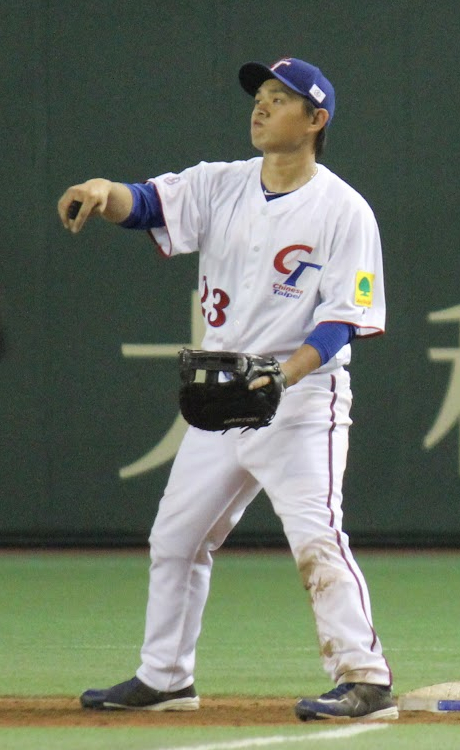
彭政閔代表2013年世界棒球經典賽

從1997年開始代表中華成棒隊，如下：
- 1997年 荷蘭港口盃
- 1998年 世界盃棒球賽
- 1999年 加拿大勞工盃
- 2000年 大揚盃四國五強成棒邀請賽
- 2000年 哈連盃國際棒球邀請賽
- 2002年 釜山亞運
- 2002年 洲際盃棒球賽
- 2003年 亞洲棒球錦標賽
- 2004年 雅典奧運[15]
- 2007年 世界盃棒球賽
- 2007年 亞洲棒球錦標賽
- 2008年 北京奧運資格賽
- 2008年 北京奧運[15]
- 2009年 世界棒球經典賽
- 2010年 廣州亞運
- 2013年 世界棒球經典賽資格賽
- 2013年 世界棒球經典賽

## 特殊紀錄
- 2002年成為中職第二位達成單季3支滿貫砲的球員。
- 2014年5月4日，成為中華職棒史上第1個締造「千安百轟兩百盜」紀錄的球員（1,423安、163轟、200盜）[16]。
- 2016年6月14日，成為中華職棒史上第2個締造1,700安紀錄的球員。
- 2016年6月20日，從新人年開始連續16年入選明星賽，且連續12年當選得票王，創聯盟紀錄[17]。
- 2016年8月13日，於台中洲際棒球場對戰統一獅，四局下半上來打擊遭到江辰晏三振，為生涯第941次被三振，超越張泰山，成為聯盟史上被三振最多次的球員。
- 2016年10月29日，以臺灣大賽第1場及第2場之單場MVP的表現，獲選為2016年臺灣大賽敗隊優秀球員，亦是生涯第2次獲得敗隊優秀球員的榮耀，創聯盟紀錄，並以38歲又84日的年齡寫下中華職棒最年長敗隊優秀球員的新里程碑。
- 2017年5月10日，成為中華職棒（第2位）達成1,800安的選手（第一位是張泰山），也是最快速達成的選手
- 2017年7月8日，於花蓮球場舉辦之中華職棒明星賽成為「工具人」，第二局任二壘手，第三局當游擊手，之後為三壘手，最後回到進職棒前期的右外野位置，其中游擊手位置為進職棒後首次擔任。
- 2017年8月9日，於斗六棒球場對戰富邦悍將，七局下半上來打擊遭到羅力三振，為生涯第1,000次被三振，成為聯盟史上第一個被三振一千次的球員。
- 2017年8月15日對戰Lamigo桃猿隊，七局上半面對林國裕，敲出右半邊安打，達成1,000分打點，為史上第3人。
- 2017年8月25日，於洲際球場面對富邦悍將隊，三局下擊出三壘滾地球，因對方三壘手高國麟接球傳往一壘時，傳出一個彈跳，一壘手林益全雖順利接補，但卻與全力往一壘衝刺的恰恰相撞，兩人皆受傷退場[18]，恰恰因此手腕扭傷，至例行賽結束未再出賽，連續球季打擊率三成的紀錄停在16年。
- 2019年7月7日，新莊棒球場對上富邦悍將隊，在2局上首打席敲出中外野方向安打，完成個人中職生涯2,000安里程碑。成為中職第2位擊出生涯2,000安的球員，生涯安打數僅次於張泰山的2,134支。[19][20]
- 2019年7月17日，高雄澄清湖球場，3局下由岳東華率先擊出安打，中信1出局後王威晨與彭政閔接連保送攻占滿壘，詹子賢也獲得保送擠回分數，讓彭政閔再度攻上二壘，陳子豪打出二壘打，彭政閔跑回第1,075分。9局下陳鴻文登板，1出局後出現保送，彭政閔擊出左外野穿越安打，詹子賢適時安打追成2分差，陳子豪擊出左外野車布邊二壘打，幫助中信兄弟將戰線帶進延長，彭政閔跑回1,076分，超越張泰山，突破中職紀錄。[21]
- 2019年12月19日，獲選體育運動精英獎本年度的「最佳運動精神獎」。[22]

## 其他事件
- 2015年9月26日，中信兄弟與Lamigo桃猿的比賽5局2出局滿壘時，彭政閔突然跑離一壘防區去上廁所，比賽因此為之中斷2分鐘，突如其來的舉動也讓Lamigo在第5局攻陷4分的攻勢為之中斷。Lamigo時任總教練洪一中在攻守交換時，抗議此舉是故意拖延比賽時間來「拐氣」[註 1]。彭政閔坦承，突然暫停去上廁所是為了「拐氣」，但「我真的是要尿尿，也有去尿啊！」他表示，之前效力中華隊時也曾利用類似方法拐氣。事後中職裁判組副組長蘇建文表示，人有三急，沒有任何規則限制比賽中可不可以上廁所，但利用類似方法中斷比賽並不妥，並告誡下不為例[23]。

## 作品節選
- 《證明自己：彭政閔》，由聯經出版事業公司完成出版。[24]

## 生涯成績

### 中華職棒
- (粗黑體字為該年度最佳或最高成績）
- (粗紅體字為聯盟史上最佳或最高成績)

| 年度 | 球隊     | 出賽  | 打數  | 安打  | 全壘打 | 打點  | 得分 | 盜壘 | 四死  | 被三振 | 壘打數 | 雙殺打 | 打擊率 | 上壘率 | 長打率 | 整體攻擊指數 |
| ---- | -------- | ----- | ----- | ----- | ------ | ----- | ---- | ---- | ----- | ------ | ------ | ------ | ------ | ------ | ------ | ------------ |
| 2001 | 兄弟象   | 59    | 136   | 43    | 5      | 19    | 20   | 5    | 28    | 33     | 65     | 4      | 0.316  | 0.433  | 0.478  | 0.911        |
| 2002 | 兄弟象   | 88    | 277   | 86    | 18     | 71    | 66   | 16   | 72    | 82     | 163    | 5      | 0.310  | 0.445  | 0.588  | 1.033        |
| 2003 | 兄弟象   | 100   | 369   | 131   | 18     | 83    | 83   | 22   | 70    | 81     | 216    | 3      | 0.355  | 0.455  | 0.585  | 1.040        |
| 2004 | 兄弟象   | 99    | 338   | 127   | 18     | 66    | 90   | 26   | 82    | 64     | 201    | 8      | 0.376  | 0.493  | 0.595  | 1.088        |
| 2005 | 兄弟象   | 76    | 274   | 93    | 14     | 47    | 57   | 13   | 53    | 49     | 149    | 3      | 0.339  | 0.445  | 0.544  | 0.989        |
| 2006 | 兄弟象   | 48    | 154   | 54    | 6      | 22    | 25   | 4    | 35    | 39     | 82     | 2      | 0.351  | 0.468  | 0.532  | 1.000        |
| 2007 | 兄弟象   | 97    | 345   | 125   | 21     | 64    | 80   | 12   | 60    | 67     | 205    | 17     | 0.362  | 0.452  | 0.594  | 1.046        |
| 2008 | 兄弟象   | 81    | 284   | 111   | 8      | 60    | 50   | 23   | 54    | 50     | 152    | 11     | 0.391  | 0.482  | 0.535  | 1.017        |
| 2009 | 兄弟象   | 108   | 361   | 132   | 17     | 71    | 85   | 25   | 82    | 62     | 202    | 10     | 0.366  | 0.481  | 0.560  | 1.041        |
| 2010 | 兄弟象   | 117   | 387   | 138   | 8      | 65    | 59   | 20   | 72    | 58     | 186    | 9      | 0.357  | 0.451  | 0.481  | 0.932        |
| 2011 | 兄弟象   | 80    | 277   | 87    | 4      | 55    | 37   | 6    | 48    | 45     | 117    | 9      | 0.314  | 0.405  | 0.422  | 0.827        |
| 2012 | 兄弟象   | 119   | 440   | 141   | 14     | 88    | 78   | 7    | 76    | 66     | 211    | 23     | 0.320  | 0.416  | 0.480  | 0.896        |
| 2013 | 兄弟象   | 116   | 403   | 128   | 10     | 74    | 60   | 15   | 72    | 63     | 183    | 13     | 0.318  | 0.419  | 0.454  | 0.873        |
| 2014 | 中信兄弟 | 118   | 399   | 120   | 9      | 56    | 57   | 18   | 82    | 69     | 164    | 12     | 0.301  | 0.415  | 0.411  | 0.826        |
| 2015 | 中信兄弟 | 108   | 409   | 131   | 4      | 57    | 62   | 3    | 69    | 81     | 161    | 14     | 0.320  | 0.414  | 0.394  | 0.808        |
| 2016 | 中信兄弟 | 105   | 343   | 117   | 8      | 67    | 58   | 4    | 51    | 47     | 160    | 13     | 0.341  | 0.417  | 0.466  | 0.883        |
| 2017 | 中信兄弟 | 81    | 298   | 89    | 2      | 38    | 43   | 6    | 45    | 51     | 107    | 8      | 0.299  | 0.385  | 0.359  | 0.744        |
| 2018 | 中信兄弟 | 108   | 358   | 104   | 6      | 59    | 51   | 5    | 41    | 52     | 140    | 19     | 0.291  | 0.357  | 0.391  | 0.748        |
| 2019 | 中信兄弟 | 92    | 288   | 87    | 2      | 34    | 29   | 1    | 34    | 40     | 111    | 7      | 0.302  | 0.371  | 0.385  | 0.756        |
| 合計 | 19年     | 1,800 | 6,140 | 2,044 | 192    | 1,096 | 1090 | 231  | 1,126 | 1,099  | 2,975  | 190    | 0.333  | 0.431  | 0.485  | 0.916        |

### 生涯數據排名
| 項目           | 總數  | 兄弟象(中信兄弟) | 中華職棒大聯盟 |
| -------------- | ----- | ---------------- | -------------- |
| 出賽場數       | 1,800 | 第一             | 第二           |
| 打席數         | 7,370 | 第一             | 第二           |
| 打數           | 6,140 | 第一             | 第二           |
| 安打           | 2,044 | 第一             | 第二           |
| 一壘安打       | 1,515 | 第一             | 第一           |
| 二壘安打       | 319   | 第一             | 第二           |
| 三壘安打       | 18    | 第十             | 並列第32名     |
| 全壘打         | 192   | 第一             | 第四           |
| 壘打數         | 2,975 | 第一             | 第二           |
| 得分           | 1,090 | 第一             | 第一           |
| 打點           | 1,096 | 第一             | 第二           |
| 雙殺打         | 190   | 第一             | 第三           |
| 短打           | 20    | 並列第29名       | 並列第145名    |
| 高飛犧牲打     | 84    | 第一             | 第一           |
| 四壞球保送     | 953   | 第一             | 第一           |
| 故意四壞球保送 | 80    | 第一             | 第一           |
| 觸身球保送     | 93    | 第三             | 第五           |
| 保送           | 1,126 | 第一             | 第一           |
| 三振           | 1,099 | 第一             | 第二           |
| 盜壘           | 231   | 第一             | 第三           |
| 盜壘失敗       | 95    | 並列第一         | 第三           |

### 總教練時期
| 年度 | 球隊     | 名次 | 出賽 | 勝場 | 和局 | 敗場 | 勝率  | 備註       |
| ---- | -------- | ---- | ---- | ---- | ---- | ---- | ----- | ---------- |
| 2023 | 中信兄弟 | 4    | 94   | 47   | 4    | 43   | 0.522 | 於5/11接手 |

## 其他
- 2020年12月，中華職棒發行「火星恰」火星隕石書卡。

## 個人生活
- 已婚，配偶為前空姐呂冠琦，育有1子1女龍鳳胎。

## 外部連結
- 彭政閔在台灣棒球維基館上的頁面（繁體中文）
- 彭政閔在中華職棒官網
- 彭政閔在Baseball-Reference.com（小聯盟以及海外聯盟）（英语）
- 彭政閔在The Baseball Cube（英语）
- 彭政閔在Olympedia（英语）
- 彭政閔的Instagram帳戶

| 黃金三劍客2.5            |
| 張正偉 - 彭政閔 - 周思齊 |

| 黃金三劍客2.0            |
| 周思齊 - 彭政閔 - 陳冠任 |

| 黃金三劍客1.5            |
| 陳致遠 - 彭政閔 - 陳冠任 |

| 黃金三劍客1.0            |
| 陳致遠 - 彭政閔 - 蔡豐安 |

| 體育角色      | 體育角色                                      | 體育角色        |
| ------------- | --------------------------------------------- | --------------- |
| 前任： 葉君璋 | 台北市職業棒球員工會理事長 2011年－2015年     | 繼任： 胡金龍   |
| 前任： 林威助 | 中信兄弟總教練 2023年05月11日－2023年12月29日 | 繼任： 平野惠一 |

| 前任： 曾傑志               | 中華職棒新人選秀狀元 2001年季初                 | 繼任： 紀俊麟               |
| 獎項                        |                                                 |                             |
| 前任： 林益全               | 中華職棒年度最有價值球員 2010年                 | 繼任： 林泓育               |
| 前任： 陳健偉 陳金鋒 潘武雄 | 中華職棒打擊王 2003年─2005年 2008年 2010年      | 繼任： 陳冠任 潘武雄 張正偉 |
| 前任： 陳致遠               | 中華職棒安打王 2004年                           | 繼任： 陽森                 |
| 前任： 高國慶 林益全        | 中華職棒最佳十人獎（一壘手） 2008年 2010年      | 繼任： 林益全 高國慶        |
| 前任： 高國慶 林益全 石志偉 | 中華職棒金手套獎（一壘手） 2008年 2010年 2013年 | 繼任： 林益全 高國慶 林益全 |
| 前任： 陳連宏               | 中華職棒明星賽MVP 2004年                        | 繼任： 謝佳賢               |
| 前任： 陳連宏               | 中華職棒全壘打大賽冠軍 2004年                   | 繼任： 陳冠任               |
| 前任： 陳琦豐 中込伸        | 中華職棒總冠軍賽優秀球員獎(勝方) 2001年 2003年  | 繼任： 中込伸 飛勇          |
| 前任： 王金勇 張正偉        | 中華職棒總冠軍賽優秀球員獎(敗方) 2009年 2016年  | 繼任： 張建銘 張志豪        |